# Saumalköl
Saumalköl (kasachisch Саумалкөл, russisch Саумалколь Saumalkol; bis 1997 Wolodarskoje) ist ein Ort im Norden Kasachstans.

## Geografie
Saumalköl liegt im Norden Kasachstans im Gebiet Nordkasachstan am Ufer des gleichnamigen Sees Saumalköl. Der Ort liegt gut 250 Kilometer südwestlich von Petropawl und etwa 90 Kilometer westlich von Kökschetau. Das Gelände in der Umgebung von Saumalköl ist flach und dünn besiedelt und besteht hauptsächlich aus landwirtschaftlichen Flächen. Dazwischen finden sich immer wieder Seen, die typisch für den Norden Kasachstans sind.

## Geschichte
Saumalköl wurde 1866 als erste Bauernsiedlung in der Oblast Akmolinsk gegründet. Hier ließen sich zuerst fünf Familien aus der Region Tscheljabinsk nieder, später kamen weitere russische Bauern hinzu. Das Dorf wurde auf Land errichtet, das die Bauern von ansässigen Kasachen gepachtet hatten und hieß zuerst Kriwoosjornoje (Кривоозёрное). 1922 wurde der Ort zu Ehren von Iwan Wolodarski, einem Kommandeur der Roten Armee der drei Jahre zuvor im Kampf um das Dorf gefallen war, in Wolodarskoje (Володарское) umbenannt.
Am 2. Mai 1997 wurde der Ort in Saumalköl umbenannt. Mit der Auflösung des Gebiets Kökschetau im selben Jahr kam er Ort zugleich zum Gebiet Nordkasachstan.

## Bevölkerung
Bei der Volkszählung 1999 hatte Saumalköl 12.010 Einwohner. Die letzte Volkszählung 2009 ergab für den Ort eine Einwohnerzahl von 10.234. Die Fortschreibung der Bevölkerungszahl ergab zum 1. Januar 2025 eine Einwohnerzahl von 11.398.
| Einwohnerentwicklung | Einwohnerentwicklung | Einwohnerentwicklung | Einwohnerentwicklung | Einwohnerentwicklung | Einwohnerentwicklung | Einwohnerentwicklung | Einwohnerentwicklung |
| 1939                 | 1959                 | 1970                 | 1979                 | 1989                 | 1999                 | 2009                 |                      |
| -------------------- | -------------------- | -------------------- | -------------------- | -------------------- | -------------------- | -------------------- | -------------------- |
| 5.601                | 9.286                | 10.566               | 12.619               | 18.151               | 12.010               | 10.234               |                      |

## Verkehr
Durch Saumalköl führt die regionale Fernstraße P11, auf der man in östlicher Richtung nach Kökschetau gelangt. Im Ort gibt es den Bahnhof Wolodarskoje; dieser liegt an der Bahnstrecke von Kökschetau nach Qostanai.

## Söhne und Töchter des Ortes
- Ruslan Sultanowitsch Auschew (* 1954), russischer General und Politiker